# トーホービルサービス
株式会社トーホービルサービスは、兵庫県神戸市長田区に本社を置く日本の企業。1970年より、兵庫県神戸市中央区にて創業し、清掃業務を展開する。

## 事業内容
- 日常清掃
- 定期清掃
- 特別清掃
- 清掃管理
- 空調設備関係
- 給水、排水設備関係
- 防火関係
- 設備管理
- 保安関係
- 保安業務
- 環境衛生工事全般
- 水処理科学薬品及び関連装置
- 貯水槽清掃
- 工場内特殊清掃

## 主な定期・日常清掃サービス実績
神戸市北市役所・神戸市西区役所・神戸市須磨区役所・神戸市和光園・神戸空港アクセスターミナル・垂水処理場・西部処理場・神戸市水道局・神戸市交通局・神戸市内飲食店・神戸市内企業など

## サービスエリア
- 神戸市東灘区
- 神戸市灘区
- 神戸市中央区
- 神戸市兵庫区
- 神戸市北区
- 神戸市長田区
- 神戸市須磨区
- 神戸市垂水区
- 神戸市西区

- 芦屋市
- 西宮市
- 宝塚市
- 伊丹市
- 尼崎市
- 明石市
- 加古郡
- 加古川市
- 三木市
- 川西市

## 創業
1970年（昭和45年）5月11日

## 設立
1976年（昭和51年）5月1日